# Juillac (Corrèze)
Juillac je francouzská obec v departementu Corrèze v regionu Nová Akvitánie. V roce 2013 zde žilo 1 140 obyvatel.

## Poloha obce
Obec leží u hranic departementu Corrèze s departementem Dordogne.
Sousední obce jsou: Concèze, Chabrignac, Rosiers-de-Juillac, Saint-Cyr-les-Champagnes (Dordogne), Saint-Mesmin (Dordogne), Sainte-Trie (Dordogne), Salagnac (Dordogne) a Segonzac.

## Vývoj počtu obyvatel
Počet obyvatel